# Natalie Gulbisová
Natalie Anne Gulbisová (* 7. ledna 1983, Sacramento, Kalifornie) je americká profesionální golfistka, která hraje v americké LPGA Tour.

## Golfová kariéra
O golf se začala zajímat ve čtyřech letech, v sedmi letech vyhrála první turnaj, za další tři roky, v deseti letech, prolomila par.
Má lotyšské kořeny, její jméno v překladu z Lotyštiny znamená labuť, narodila se v kalifornském Sacramentu a ve čtrnácti letech hrála první amatérskou LPGA tour (handicap 2). Navštěvovala střední školu Granite Bay, kterou ukončila v 16 letech. V 18 letech se stala profesionální hráčkou golfu, po roce hraní v golfovém týmu University of Arizona.
V prvních pěti letech profesionální kariéry nevyhrála žádný turnaj, ale stále se drží šestá na „money listu“ v roce 2005 s výdělky okolo 1 milionu dolarů a také hraje v Solheim Cup teamu Spojených států.
První turnaj vyhrála až v roce 2007, kdy na Evian Masters v playoff porazila Jeong Jangovou.

## Osobní život, bussines, média
Je uznávána jako sex symbol v LPGA, vydala kalendář se svými fotkami na golfu a v plavkách, který se podle pokynů USGA (americká golfová asociace) nesměl prodávat na golfových událostech v USA, prodával se pouze v Kanadě. Její fotky byly také vydány v americkém vydání magazínu FHM v listopadu 2004, fotky byly foceny na golfovém hřišti Lake Las Vegas. Gulbisová má smlouvu o propagaci s firmami TaylorMade Golf, Adidas, Canon, Raymond Weil, Amstel Light, SkyCaddie, Payment Data Systems, MasterCard, Winn Golf Grips a Lake Las Vegas resortem. Chodí s quarterbackem Benem Roethlisbergerem z týmu Pittsburgh Steelers.
V roce 2006 začala psát golfový sloupek do magazínu FHM, v listopadu 2005 začala moderovat vlastní show (The Natalie Gulbis Show na Golf Channelu. Gulbisová také byla obsazena do počítačové hry od EA Sports nazvané Tiger Woods PGA Tour.

## Profesionální vítězství (1)

### LPGA Tour (1)
- 2007 (1) Evian Masters

## Výsledky v LPGA majors
| Turnaje                    | 2001 | 2002 | 2003 | 2004 | 2005 | 2006 | 2007 | 2008 |
| -------------------------- | ---- | ---- | ---- | ---- | ---- | ---- | ---- | ---- |
| Kraft Nabisco Championship | DNP  | DNP  | T48  | T58  | T17  | T3   | CUT  | T13  |
| LPGA Championship          | DNP  | T15  | T20  | T61  | T5   | T20  | DNP  |      |
| U.S. Women's Open          | T34  | CUT  | T13  | T37  | T4   | T16  | T35  |      |
| Women's British Open       | DNP  | T13  | CUT  | T13  | T8   | T16  | T23  |      |

DNP = nezúčastnila se (did not play)

CUT = neprošla cutem

WD = odstoupila (withdrew)

T = dělený (tied)

Zelené pozadí znamená vítězství, žluté znamená umístění do desátého místa.